# NGC 2056
NGC 2056 је расејано звездано јато у сазвежђу Трпеза које се налази на NGC листи објеката дубоког неба.
Деклинација објекта је - 70° 40' 19" а ректасцензија 5h 36m 34,1s. Привидна величина (магнитуда) објекта NGC 2056 износи 12,3. NGC 2056 је још познат и под ознакама ESO 56-SC172.